# Біла Річка (притока Урвані)
Біла Річка (кабард. Псыкӏэху
) — джерельна річка в республіці Кабардино-Балкарія. Протікає по території Урванського і Майського районів. Довжина річки — 27 км.

## Географія
Долина Білої Річки лежить на передгірній рівнині. Рельєф території, на якій протікає річка, переважно згладжений, значних підвищень по бортах річки немає. У пониззі сильно звивається і меандрує.
Річка має джерельне походження і випливає на земну поверхню в районі парку «Горіховий гай», у східній околиці міста Нарткала і далі, протікаючи на північний схід, впадає в річку Урвань, на південь від села Ново-Іванівське.
Уздовж Білої Річки лежать місто Нарткала, а також хутори Слов'янський і Колдрасинський. Устя і пониззя річки зайняті густими змішаними прирічними лісами.

## Дані водного реєстру
За даними державного водного реєстру Росії, відноситься до Західно-Каспійського басейнового округу, водогосподарська ділянка річки — Терек від впадіння річки Урух до впадіння річки Малка, річковий підбасейн відсутній. Річковий басейн річки — річки басейну Каспійського моря межиріччя Терека і Волги.
Код об'єкта в державному водному реєстрі — 07020000612108200005213.
Код за гідрологічної вивченості (ГІ) — 108200521